# Vandfugle
Vandfugle er betegnelsen for fugle, der lever, opholder sig i eller ved vandet, især: svømme- og vadefugle , som  svaner, gæs, svømmeænder, dykænder, blishøns, og  vadefugle  som , hjejle, vibe og almindelig ryle .
Vandfugle beskyttes internationalt og i Danmark i Ramsarområder, oprettet i henhold til Ramsar-konventionen. Danmark har udpeget 27 Ramsarområder på i alt ca. 7.400 km² hvoraf de ca. 1.400 km² er på land, og resten vådområder.